# Gilles Quispel
Gilles Quispel (Rotterdam, 30 de Maio de 1916 - El Gouna, Egito, 2 de Março de 2006) foi um teólogo holandês, além de historiador do Cristianismo e Gnosticismo. Tornou-se professor emérito de história cristã recente da Universidade de Utrecht.
Após estudar em Leiden e Groningen, obteve seu doutorado em Utrecht em 1943, cujo tema foram as fontes tertulianas. Estudou o Evangelho de Tomé (evangelho que consta dentre os apócrifos) e participou ativamente da edicação da Biblioteca de Nag Hammadi. Afirmava que o gnosticismo haveria de se tornar a religião mundial no século XXI, tendo em vista que muitos acadêmicos e jovens pesquisadores manifestam grande interesse nesse sistema filosófico-religioso que prega o conhecimento esotérico como forma de salvação.
Gilles Quispel pertenceu à Escola de Eranos.

## Obras
- Gnosis als Weltreligion (1951)
- Gnostic Studies (1974)
- Tatian and the Gospel of Thomas: Studies in the History of the Western Diatessaron (1975)
- Jewish and Gnostic Man (1986)
- Gnostica, Judaica, Catholica (s/d)